# گرند کیمن
گرند کیمن (به انگلیسی: Grand Cayman) بزرگترین جزیره در مجموعه سه جزیره تشکیل دهندهٔ کشور جزایر کیمن می‌باشد

## خصوصیات
گرند کیمن ۱۹۶ کیلومترمربع مساحت و ۵۲٬۶۰۱ نفر جمعیت دارد و ۲۴ متر بالاتر از سطح دریا واقع شده‌است.

شهر جرج‌تاون در این قرار گرفته‌است